# فاطمه الصفی

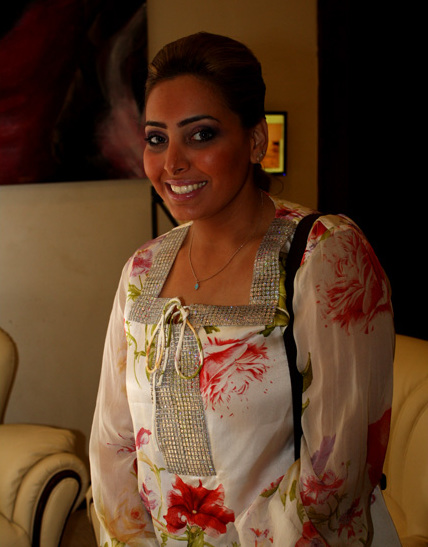

فاطمه الصفی (زاده ۱۷ نوامبر ۱۹۸۱) بازیگر و کارگردان کویتی است. او دارای مدرک بازیگری و کارگردانی از مؤسسه عالی هنرهای دراماتیک در سال ۲۰۰۵ است. او تعداد زیادی آهنگ و برنامه تلویزیونی را کارگردانی کرد. اولین حضور او در یک سریال تلویزیونی با هنرمندی حیات الفهد در سریال الخراز در نقش فرعی بود. مهمترین موفقیت او در سریال نقره بود. (قلبش سفید است) با هنرمندی سواد عبدالله از دیگر آثار این هنرمند است.